# Karl von Utenhove der Ältere
Karl (Karel, Carolus) von Utenhove, Herr von Merkeghem, Horsen, Nieuwland, Warenchem und Oosthoek (* um 1500 in Gent; † 1580 auf Schloss Friemersheim, heute Duisburg-Rheinhausen) war ein flämischer Humanist und Politiker.

## Leben

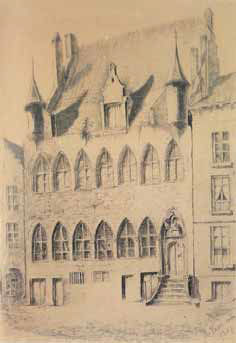
Utenhovesteen am Vrijdagmarkt in Gent

Karl von Utenhove der Ältere war der Sohn des Präsidenten des Rates von Flandern Nicolas (Claeys) von Utenhove († 1527) und seiner Frau (⚭ 1496/97) Agnes van den Kerckhove genannt van der Vaerent († 1530). Epitaphe der Eltern Karls von Utenhove befinden sich im Dominikanerkloster Gent. Das Stadtschloss „Utenhovesteen“ der Familie in Gent lag am Vrijdagmarkt 9–10 (1839 abgerissen, heute „Volkshaus Ons Huis“).

### Studium in Löwen, Basel und Italien
Karl von Utenhove der Ältere studierte am Collegium Trilingue in Löwen. Von Oktober 1525 bis Anfang 1526 begleitete Utenhove Johannes a Lasco (1499–1560) auf eine diplomatische Mission nach Italien, auf die dieser nach der Schlacht bei Pavia (1525) von Basel aus geschickt wurde. Die Reise führte unter anderem nach Venedig, Padua und Rom.
Nach dem Tod seines Vaters Nicolas († 1527) war Utenhove wieder in Flandern und reiste auf Anregung seines Verwandten Omaar van Edingen (um 1488–1540) im Juni 1528 von Antwerpen aus nach Basel zu Erasmus von Rotterdam (1465 oder 1469–1536), der seinen Vater gekannt hatte. Utenhove lebte ab Juli 1528 für ein halbes Jahr als Tischgänger in Erasmus’ Haus und war dessen Amanuensis (Sekretär).
Im Herbst 1528 besuchte Utenhove zusammen mit dem späteren Krakauer Bischof Andrzej Zebrzydowski (1496–1560) Paris. Dort lernte er den französischen Humanisten und Reformator Louis de Berquin (um 1485–1529) kennen, mit dem er einen Briefwechsel unterhielt. Im Februar 1529 reisten Utenhove und Zebrzydowski von Basel aus über Venedig an die Universität Padua. Erasmus gab Utenhove Empfehlungsschreiben an Giovanni Battista Cipelli (1478–1553) in Venedig und Kardinal Pietro Bembo (1470–1547) in Padua mit.
Erasmus widmete Karl von Utenhove 1529 seine Chrysostomus-Ausgabe, ließ ihn als Famulus Carolus zusammen mit Quirinus Talesius (1505–1573) in einem Kolloquium über das Glücksspiel „Astragalismos“ auftreten und führte einen umfangreichen Briefwechsel mit ihm – sechs Briefe des Erasmus an Utenhove sind erhalten, in weiteren Briefen an Johannes von Botzheim (um 1480–1535), Viglius Zuichemus (1507–1577), Pietro Bembo u. a. wird er erwähnt.

### Gent und Paris
1531 kehrte Karl von Utenhove aus Italien nach Flandern zurück. Auf der Rückreise besuchte er Erasmus im April 1531 in Freiburg im Breisgau. Im Mai 1531 traf Utenhove in Antwerpen ein.
Fürstbischof Johannes Dantiscus von Kulm (1485–1548), der als polnischer Gesandter mit dem Hof Kaiser Karls V. (1500–1558) nach Gent kam, besuchte Utenhofe 1531 dort. 1532 widmete Sigismund Gelenius (1497–1554) Karl von Utenhove seine Ausgabe der Hymnen des Kallimachos von Kyrene, und 1534 widmete Michael Isengrin († 1557) ihm seine Gesamtausgabe des Claudius Claudianus. Im März 1534 besuchte Karl von Utenhove Liévin van den Zande (1488–1557) im Kloster Koningdal (Val-Royal) in Rooigem. 1535 beklagt sich Erasmus, dass selbst seine liebsten Schüler wie Quirinus Talesius und Karl Utenhove ihm nicht mehr schreiben.
Utenhove war 1539, 1542 und 1548 erster Schöffe (Bürgermeister) seiner Heimatstadt. Im September 1539 leitete er die Genter Delegation, die in Mechelen mit der Statthalterin Maria von Ungarn (1505–1558) verhandelte. 1541 bis 1543 war er wie 1500 sein Vater Nicolaes Vogt des Beginenhauses St. Aubertus am Poortackere, für den dort noch Anfang des 18. Jahrhunderts täglich gebetet wurde.
Utenhove war mit Karl Sucket (um 1506–1532), Omaar van Edingen (um 1488–1540), Jakob Hessele (1506–1578), Guillaume (Wilhelm) de Waele († 1540), Seigneur d’Axpoele et de Hansbeke, Liévin van den Zande (1488–1557), Jakob de Blaesere († 1534) und Gérard Rym (um 1512–1579) befreundet. 1549 widmete François Goethals (um 1529–1616) Utenhove eine Amphitragoedia über die Königin Ester. Karl von Utenhove stand im Briefwechsel unter anderem mit Johannes Dantiscus (1485–1548) und Bonifacius Amerbach (1495–1562).
In den konfessionellen Auseinandersetzungen in Gent und Flandern kurz vor dem „Achtzigjährigen Krieg“ stand Utenhove auf der protestantischen Seite und geriet zunehmend unter Druck. Philipp Melanchthon (1497–1560) schrieb ihm auf Anraten Peters van Edingen 1544/45 zwei Briefe nach Gent und sprach Trost zu.
Den Winter 1556/57 verbrachte Karl von Utenhove mit seinen Söhnen Karl und Johann (Jan d. J.) in Paris. Er wohnte dort bei dem Arzt Matthias de Rijcke (Matheus Richius) aus Mesen, der 1567 nach Norwich kam und Lehrer von Jan Gruter wurde. Im Februar 1557 kehrte Utenhove nach Gent zurück. 1557 wurde die umfangreiche Bibliothek Utenhoves von dem flandrischen Inquisitor Pieter Titelmans (1501–1572) konfisziert. Utenhove verließ Gent und leistete 1558 der Aufforderung Titelmans’, in die Stadt zurückzukehren, keine Folge.
Karl von Utenhove hielt sich zunächst in Brabant auf. 1560/61 setzte er sich in zwei Briefen an seinen Verwandten Jan van Utenhove (1516–1566), von denen er einen 1561 in Antwerpen verfasste, für die Aufnahme des als Täufer verdächtigten Adriaen Cornelis van Haemstede (1525–1562) in die Londoner Flüchtlingsgemeinde ein.

### Niederrheinisches Exil
1562 floh Karl von Utenhove als verfolgter Protestant mit seiner Familie vor der Inquisition zunächst zu Herzog Wilhelm V. von Jülich-Kleve-Berg (1516–1592) und suchte dann Schutz bei Graf Hermann von Neuenahr und Moers (1520–1578) auf Schloss Friemersheim, das dieser 1560 seiner Schwester Anna Walburga von Neuenahr (1522–1600), Frau des später hingerichteten Philippe de Montmorency, Graf von Horn (1518/26–1568), zur Verfügung gestellt hatte.

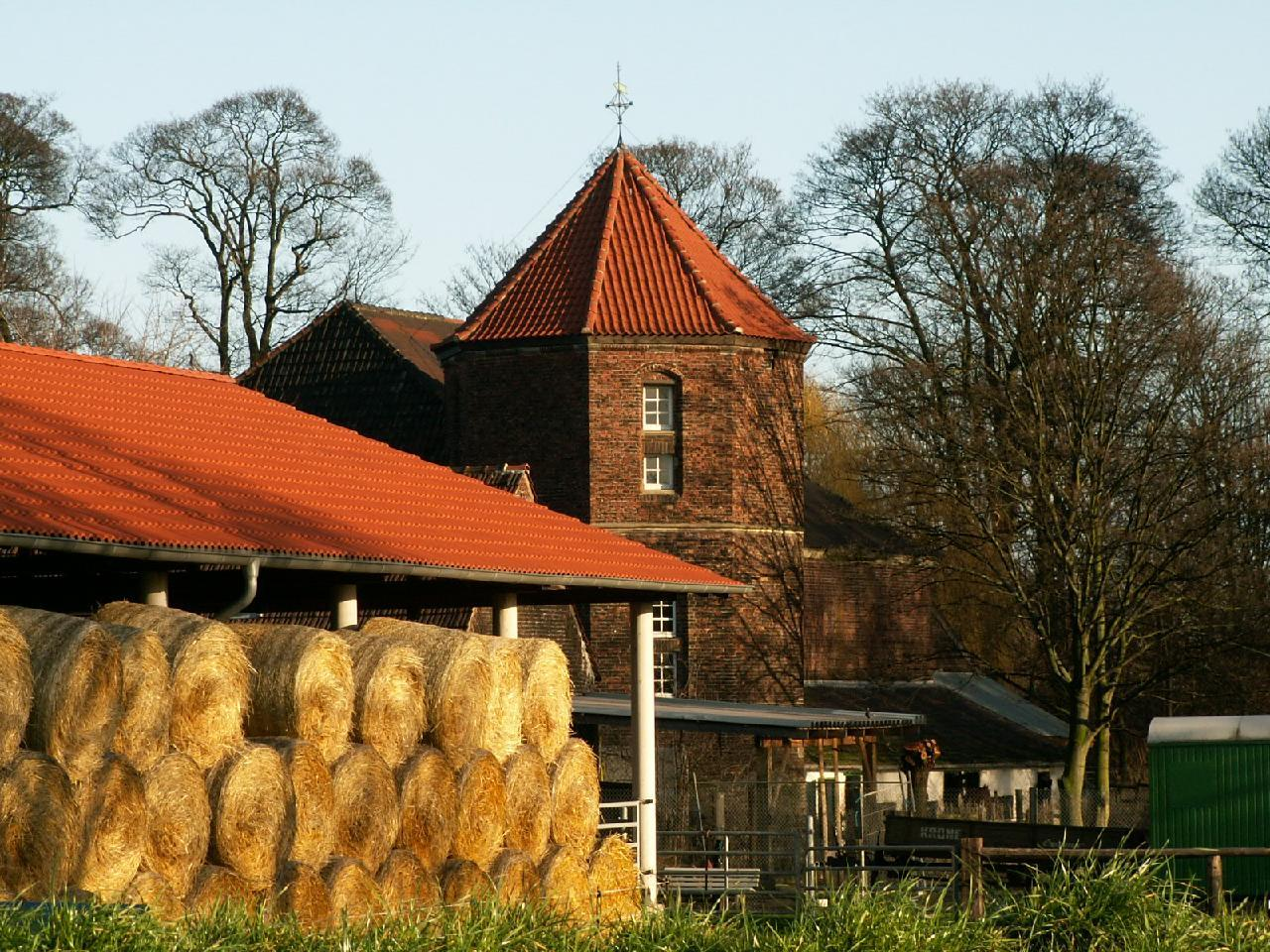
Südostturm des ehemaligen Jagdschlosses Friemersheim der Grafen von Moers in Duisburg-Rheinhausen

Ende der 1560er-Jahre erschien unter dem Pseudonym des „Edelmanns und ausgezeichneten Dichters V. C.“ (wohl = „Vtenhovius Carolus“) die satirisch-polemische Schrift Le Trophée de la parole divine victorieuse au pays bas (= Das Siegespanier des göttlichen Wortes in den Niederlanden) über diese Vorgänge. Darin wird „Pierre Titelman le bourreau a esté“ (= „der Scharfrichter“) verspottet und in einem satirischen „L’Epitaphe sur la mort de cent & cinquante crapeaux … avecq vne Grenouille, & vne Taulpe“ (= „Epitaph auf den Tod von 150 Kröten … mit einem Frosch und einem Maulwurf“) das „Chasteau de Vrimursheim“ erwähnt; mit den Kröten sind „150 Päpste“, mit dem Frosch „der Inquisitor“ Titelmans und mit dem Maulwurf „ihr Chef, der Heilige Vater“ Papst Pius V. (1504–1572) gemeint.
Im Sommer 1567 – vermutlich auch öfter – hielt sich Karl von Utenhove d. J. bei seinem Vater in Friemersheim auf. Anna van den Corput berichtet 1568 von einem Besuch, den sie zusammen mit ihrer Mutter Anthonia Montens (1509–1578) und ihrem Bruder Hendrik van den Corput (1536–1601) von Duisburg aus in Friemersheim („Vrijmoeurs“) gemacht hatte. Im Frühjahr 1570 lud Hermann von Neuenahr Utenhove und Heinrich Castritius Geldorp zu einem Besuch nach Moers ein, weil er mit ihnen bei „Überfluss an Wein“ und gelehrten Gesprächen „sokratisch leben“ wollte.
Der sog. „Blutrat“ Herzog Albas (1507–1582) verfügte (wahrscheinlich 1569) die Beschlagnahme aller seiner Güter. Karl von Utenhove blieb auch nach dem Tod von Graf Hermann von Neuenahr in Friemersheim, das 1579 zusammen mit der Grafschaft Moers von Anna Walburga von Neuenahr, die inzwischen ihren Neffen Graf Adolf von Neuenahr und Limburg (um 1545–1589) geheiratet hatte, endgültig in Besitz genommen wurde. Utenhove starb dort 1580 im Exil und wurde in Issum – einem Besitz der Familie von Pallandt, aus der seine Schwiegertochter Adriana stammte – begraben.

## Familie

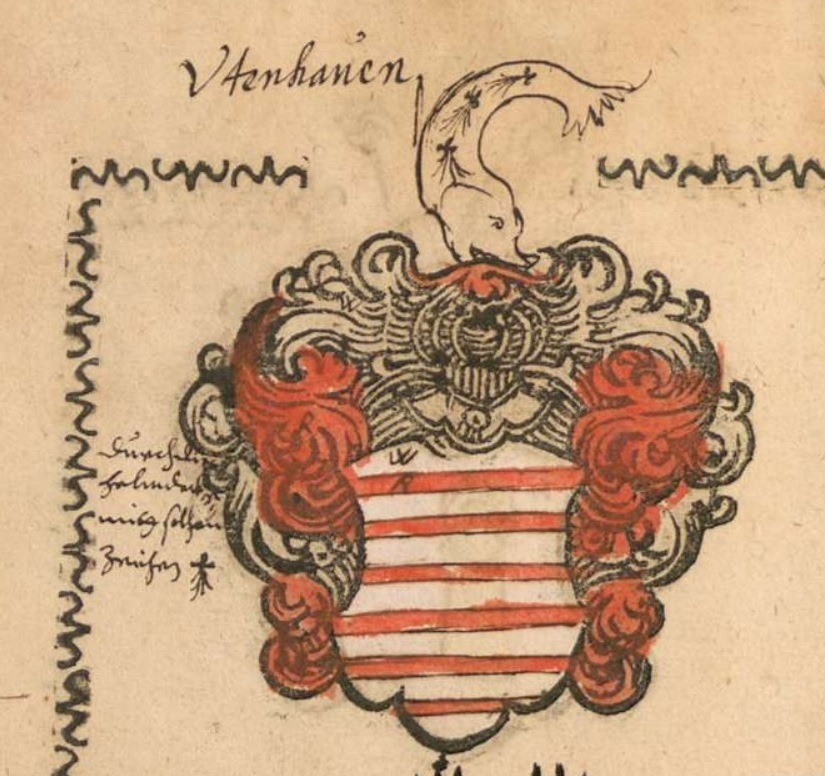
Wappen der Familie Utenhoven

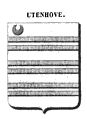
Wappen der Familie Uutenhove

Karl von Utenhove der Ältere war in erster Ehe seit etwa 1532 mit Anna de Grutere († um 1545), Tochter von Liéven (Livinus) de Gruutere († 1533) und Catharine de Waele, Dame d’Axpoele († 1529), verheiratet. Aus dieser Ehe stammen die Kinder:
1. Nicolas (Nikolaus) van Utenhove d. J. († 30. August 1595)[32], Herr von Markegem, 1561 nach Kleve übersiedelt, heiratete 1566 in Düsseldorf[32] Quintina (Guintine) de Grutere,[34] 1577 bis 1584 einer der „18 beharrlichen Ratsherren“ in Gent, gestorben in Köln.
2. Antonius von Utenhove (Antonis Uytenhove) († nach 1596) war verheiratet I. mit Wilhelmine von Altensehl (Guilielmina van Oldenzel) und II. mit Euphemia (Effemmia) Harmsen von Blessershausen.[35] Antonius und seine zweite Frau Euphemia sollen nach einer verschollenen „Familienchronik“ die Stammeltern der schwedischen (Johann Ludwig Utenhoff; † 1654), hanauischen (Johann, * um 1570; † 1637)[36] und thüringischen (Hüttenmeister und Bergscheider Johann in Obersteinach, 1674–1741)[37] von Uttenhoven sein.
Antonius von Utenhove war der Vater von
  1. Anna von Utenhove (* um 1550; † nach 1603), eine neulateinische Dichterin,
  2. Justus (Joost) Utenhove (* um 1567; † nach 1606) aus Köln, war seit 1596 verheiratet mit Margriete de Wolff (* um 1572; † nach 1614), einer Schwägerin von Joost van den Vondel (1587–1679), die sich 1614 während eines kurzen Aufenthaltes in Amsterdam taufen ließ.[38] Justus Utenhovius war Empfänger eines Briefes in Legionum Epistolarum Utenhovii hecatontas aut centuria prima.[39]
3. Adrian von Uttenhoven (* um 1535; † 1592), Herr von Nieland, heiratete 1569 in Köln Adriana (auch: Amoena) von Palant (1544–1579), Herrin zu Türnich, Tochter von Gerhard von Palant (1485–1545) und (⚭ 1517) Johanna Krümmel von Eynatten (1501–1565) zu Flamersheim und Teuffen.[40] Ihre Kinder waren
  1. Johann Karl von Utenhoven († 1618/19) zu Kellenberg und Hottorf, 1593 als „Hans Carl Utenhouen bei doctor Elss“ in die heimliche Kölner evangelische Gemeinde aufgenommen, seit 1616 Besitzer von Schloss Kellenberg und des Elmpter Hof neben der Burg Palant in Hottorf; verheiratet I. mit Sophia von Schönberg zu Reichenau († um 1627), Tochter von Jonas von Schönberg und Katharina von Quadt zu Landskron,[41] und II. (⚭ 1631) mit Elisabeth Snoukaert van Schauburg († 1633),[32][42][43] kurfürstlicher Hofmeister in Heidelberg und Amtmann in Meisenheim. Seine Kinder waren:
    1. Johann Ludwig von Utenhoven († zwischen 1638 und 1655), Herr zu Hottorf, verheiratet mit Françoise de Besançon († zwischen 1675 und 1682),[44]
    2. Steffan Adolf von Utenhouf († 1602), sein Grabmal befand sich in der Pauluskirche in Kreuznach,
    3. Johann Karl von Utenhoven († nach 1638), im April 1618 als „Johannes Carolus ab Utenhoven Crucenacensis“ immatrikuliert in Heidelberg, nahm auf den Frankfurter Ostermessen 1619 und 1623 insgesamt 8000 Reichstaler Schulden auf bei Sarah Sweerts de Landas (* um 1574; † um 1622) aus Tournay, Witwe des Martin Lopez de Villanova (* um 1534; † um 1613/19), 1627 in Calais,[44] 1638/39 exuliert,[45]
      1. (vermutlich) Johannes Carolus ab Utenhoven (* um 1630/35; † nach 1652) Juliacenses (= aus Jülich), 1652 immatrikuliert für „Phil. et Jur.“ in Groningen,

    4. Jakob von Utenhoven,
    5. Adriana Sophia von Utenhoven (* um 1616; † 1700), verheiratet seit 1651 mit Lubbert von Eck (1598–1667),[46] Herr von Nergena, Gubernator von Emmerich,[44] verheiratet II. mit Joost von Nagell,
    6. [Louisa] Catharina von Utenhoven († nach 1683), heiratete vor 1638 in Frankfurt am Main Lodewijk van Rockolfing († um 1669), Seigneur de Nazareth, Erbhofrat von Flandern,[44] er erwarb 1641/42 Haus Rijswijk in der Liemers und war 1660 Oberamtmann von Bacharach,
    7. Anna Magdalenaje von Utenhoven (1629–1693),[44] seit 1654 verheiratet mit Rittmeister Anton Georg von Nagell, Herr von Waldenbroeck.

  2. Adrian von Utenhove, 1586 Empfänger eines Briefes von Karl von Utenhove d. J.,[47] unverheiratet gestorben,
  3. Gerard von Utenhove, als Kind gestorben,
  4. Josina von Utenhove, als Kind gestorben,
  5. Helena von Utenhove, als Kind gestorben,
  6. Ursula von Utenhove, unverheiratet gestorben,
  7. Anna (Alina) von Utenhoven († 1653), heiratete 1592 Stephan (Steven) VII. von Hertefeld (1561–1636),[48] Herr auf Kolk, Drost von Zevenaar; er nahm 1609 als brandenburgischer Rat das Herzogtum Kleve für Kurfürst Johann Sigismund (1572–1620) in Besitz, indem er das brandenburgische Wappen an die Klever Burg anschlug,
4. Karl von Utenhove (* 18. März 1536; † 31. August 1600), humanistischer Gelehrter (Philologe) und Dichter, seit 1570 verheiratet mit Ursula von Vlodrop († nach 1604), Tochter von Wilhelm IV. von Vlodrop († 1546), Herr von Odenkirchen, Daelenbroeck und Reckheim, und Odilia von Hoemen († 1558). Ihre Adoptivtochter war
  1. Anna von Palant-Breidenbent (* um 1550; † 1599), eine neulateinische Dichterin.
5. Catharina van Utenhove († 1561)[49] war seit 1558, nachdem sie mit ihrem Vater Gent verlassen musste, verheiratet mit Elbert (Albert) von Hertefeld († 1591).
6. Anna van Utenhove († nach 1566),[50]
7. Johann (Jan, Janus) van Utenhove d. J. (* um 1545; † vor 1595),[51] 1556/57 mit Vater und Bruder in Paris, 1563/64 immatrikuliert in Zürich und Basel, Briefwechsel mit Heinrich Bullinger (1504–1575), 1565 in Paris[52] (Collegium Trilingue), später in Köln (Universitas Studii Coloniensis), 1568 Beitrag „Epigramma in Callimachum Romanum“ zu den Xenia seines Bruders Karls,[53] 1575 Beiträger zu einem Buch von Paul Melissus (1539–1602),[54] nach 1577 als Ratsherr in Gent belegt, befreundet mit Pieter Overd’hage, 1580 im Rat von Flandern, 1583 aus Gent ausgewiesen, verheiratet mit Helena de Rovere († nach 1595) aus Breda.[55]
  1. Ein weiterer Jan Utenhove – vermutlich sein Sohn – verfasste 1599 Hochzeitsgedichte „Carmina ad nuptiarum iuvenis ornatissimi Constantini Liskirchenium“ für Constantin von Lyskirchen (1573–1632) und Gertraud von der Recke.[56]
8. Jacques (Jakob) van Utenhove (* um 1545; † 15. März 1609),[32] 1561 nach Kleve übersiedelt, Studium in Montpellier,[57] 1566 Baccalaureat als „nobilis patricius Gandensis“, 1568 Pate von Immanuel Oporinus in Basel,[58] 1571 Stammbucheintrag für Karel van Arnhem (1531–1621)[59] im Venedig,[60] Dr. med, Herr von Markegem, verheiratet mit Marguerite (Margaretha) Rijm († um 1601),[32] Tochter von Gérard Rym (* um 1512; † 1579),[A 10] 1577 bis 1584 einer der „18 beharrlichen Ratsherren“ in Gent, befreundet mit Pieter Overd’hage, Rat von Flandern, ausgewiesen, verkaufte 1595 die Herrschaft Markegem an Pieter van Steeland († 1613), als Arzt gestorben in Frankfurt am Main.[61] Karl von Utenhove d. J. nennt seinen Bruder Jakob 1568 „Philiatrus“ (= „Freund der Heilkunst“).[62] Das Ehepaar hatte die Töchter
  1. Maria von Utenhoven († 1617), verheiratet mit Cornelis de Regniere († 1644),
  2. Adriana von Utenhoven,
  3. Agnes von Utenhoven,
  4. Justine (Josina) von Utenhoven († 5. Oktober 1622), verheiratet seit 1609 mit Louis van Rockolfing († nach 1643), Seigneur de Nazareth.[42][32][63]

Die zweite Frau Karls von Utenhove des Älteren, die er vor 1562 geheiratet hatte, war Anna [Elisabeth] Wier (* vor 1540; † nach 1582), eine Schwester des Klever Leibarztes und Gegners der Hexenverfolgung Johann Weyer (1515–1588). Dietrich Weyer (* um 1540/42; † 1604), der Sohn Johann Weyers, bezeichnet 1573 den „Her von Merckhem“ als seinen „Ohem“. 1574 wurden „Anna Wyer, Frau des Herrn von Merkegem“ Grundstücke im Gericht Kellen übertragen, und 1582 wurde ein Hof in Waldniel an „Anna Wijer, Witwe van Merchgem“, verpfändet.
Karl von Utenhoves ältester Bruder war Richard van Utenhove († nach 1557), ein weiterer Bruder hieß Nicolaus († nach 1556). Die Schwester Joasina van Uutenhove († 1582) war seit 1531 mit Josse I. d’Olhain-Estaimbourg (1498–1547), Sohn von Philippe d’Ollehain und Marie Marguerite van der Zype, und die Schwester Catharine van Utenhove († 1558) mit Jacques de Saint-Génois, seigneur de Ladeuze († 1583), Sohn von Arnould de Saint-Genois und Jacqueline de la Deuze, verheiratet. Karl von Utenhoves Schwester Anna war Äbtissin des Zisterzienserinnen- bzw. Beginen-Klosters Portus Beatae Mariae auf der Byloque (Bijloke) in Gent, das von Fulco Utenhovius († 1240) und seiner Schwester Truna Utenhovia († 1242) gegründet worden war. Eine dritte Schwester hieß Jacqueline.
Karl von Utenhoves Cousin 2. Grades war der reformierte Theologe Jan Utenhove d. Ä. van der Gracht (1516–1565), der als Übersetzer der Psalmen und des Neuen Testamentes in das Niederländische bekannt wurde; er war seit 1558 verheiratet mit Anna van Hoorne-Koeyegem († nach 1590).
Zu den Nachkommen Karls von Utenhove des Älteren gehört über die Linie Hertefeld Friedrich Wilhelm von Steuben (1730–1794).

## Werke
- Briefe vom 25. August 1531, 28. November 1531 (2-mal), 19. Januar 1532 und 12. September 1546 an Johannes Dantiscus. In: Henry de Vocht: John Dantiscus and his Netherlandish friends as revealed by their correspondence, 1522–1546 (Humanistica Lovaniensia). Librairie Universitaire, Löwen 1961, S. 95, 116f., 123f. und 397 = Ioannes Dantiscus’ Latin texts in numbers (IDL) 674, 716, 717, 580 und 2989
- Briefe vom 7. Februar o. J. [1557; Edition: „1565?“] aus Paris, vom 16. Mai 1561 aus Antwerpen und vom 4. September 1562 aus Friemersheim an Jan von Utenhove d. Ä. In: Jan Hendrick Hessels: Epistvlae et tractatvs cvm Reformationis tvm Ecclesiae Londino-Batavae historiam illvstrantes (1544–1622), Bd. II (Ecclesiae Londino-Batavae Archivvm 3). Typis Acodemiae, Cambridge 1897, Nr. 53 und 67, bes. S. 162–164 (Digitalisat), S. 205–207 (Digitalisat bei OpenLibrary) und S. 240f